# Dana Chladek
Dana Chladek, nata Dana Chládková (Děčín, 27 dicembre 1963), è un'ex canoista statunitense, di origine cecoslovacca.

## Palmarès

### Olimpiadi
- 2 medaglie:
  - 1 argento (Atlanta 1996 nel K-1)
  - 1 bronzo (Barcellona 1992 nel K-1)

### Mondiali
- 6 medaglie:
  - 4 argenti (Savage River 1989 nel K-1; Savage River 1989 nel K-1 a squadre; Tacen 1991 nel K-1; Mezzana 1993 nel K-1 a squadre)
  - 2 bronzi (Bourg St.-Maurice 1987 nel K-1 a squadre; Tacen 1991 nel K-1 a squadre)